# Ceratozamia miqueliana
Ceratozamia miqueliana là một loài thực vật hạt trần trong họ Zamiaceae. Loài này được H.Wendl. mô tả khoa học đầu tiên năm 1854.